# Розенфельд, Ванадий Яковлевич
Ванадий Яковлевич Розенфельд (1932, Ленинград — 1993 Санкт-Петербург) — советский прыгун с шестом и тренер по лёгкой атлетике. Заслуженный тренер СССР (1979).

## Биография
Ванадий Яковлевич Розенфельд родился в 1932 году в Ленинграде. Начал заниматься лёгкой атлетикой в 1947 году под руководством В. И. Алексеева. Специализировался на прыжках с шестом, выступал за ДСО «Труд». В 1951 году окончил лицей № 82. В 1957 году стал бронзовым призёром чемпионата СССР. Мастер спорта СССР. Окончил Ленинградский государственный педагогический институт имени А. И. Герцена.
С 1962 по 1980 год работал тренером по лёгкой атлетике в спортивной школе имени В. И. Алексеева. С 1980 по 1982 год преподавал в Ленинградском авиастроительном техникуме. С 1982 по 1993 год работал тренером в школе высшего спортивного мастерства.
В 1979 году на Леннаучфильм по заказу Комитета по физической культуре и спорту при Совете министров СССР был снят учебный фильм «Общие основы техники прыжков с шестом», в котором Ванадий Яковлевич на примере своих учеников объясняет основы техники прыжков.
Наиболее высоких результатов среди его воспитанников добились:
- Трофименко, Владимир Иванович — чемпион Европы 1978 года, двукратный призёр чемпионатов Европы в помещении (1978, 1979), серебряный призёр Универсиады 1977 года[3],
- Кишкун, Владимир Иванович — чемпион Европы 1974 года, трёхкратный чемпион СССР (1974, 1975, 1977),
- Фельд, Игорь Эмильевич — чемпион Европы в помещении 1967 года, чемпион СССР 1967 года,
- Прохоренко, Юрий Сергеевич — чемпион Европы в помещении 1976 года.

Умер в 1993 году. Похоронен на Южном кладбище в Санкт-Петербурге.